# Gromada Barany
Gromada Barany war eine Verwaltungseinheit in der Volksrepublik Polen zwischen 1954 und 1959. Verwaltet wurde die Gromada vom Gromadzka Rada Narodowa, dessen Sitz sich in Barany befand und aus 21 Mitgliedern bestand.

Die Gromada Barany gehörte zum Powiat Lipnowski in der Woiwodschaft Bydgoszcz und bestand aus den ehemaligen Gromadas Barany, Grabiny und Krzyżówki aus der aufgelösten Gmina Kłokock, sowie der Gromada Gnojno aus der aufgelösten Gmina Bobrowniki und der Gromada Lisek aus der aufgelösten Gmina Szpetal.
Zum 31. Dezember 1959 wurde die Gromada Barany aufgelöst. Die Dörfer Barany, Grabiny Krzyżówki sowie die Ortschaft Rutki kamen zur Gromada Radomice, das Dorf Gnojno sowie die Ortschaften Lisek, Stara Rzeczna, Sowia Góra und Rumunki Brzustowo Gromada Bobrowniki, die Ortschaften Lisek Kolonia, Bednarka, Smólnik, Rumunki Mościska, Popiołkowo und Nowa Rzeczna kamen zur Gromada Łochocin.